# San Miguel Xoxtla
San Miguel Xoxtla es una localidad del estado mexicano de Puebla. Es cabecera del municipio de San Miguel Xoxtla.

## Demografía
| Censo | Población |
| ----- | --------- |
| 1900  | 928       |
| 1910  | 888       |
| 1921  | 1 058     |
| 1930  | 1 322     |
| 1940  | 1 406     |
| 1950  | 1 599     |
| 1960  | 1 903     |
| 1970  | 3 108     |
| 1980  | 6 272     |
| 1990  | 7 478     |
| 1995  | 8 532     |
| 2000  | 9 274     |
| 2005  | 10 545    |
| 2010  | 11 269    |
| 2020  | 12 060    |